# Poraj (stacja kolejowa)
Poraj – stacja kolejowa w Poraju, w województwie śląskim, w Polsce. Według klasyfikacji PKP stacja ma kategorię dworca aglomeracyjnego. Znajduje się tu 1 peron.

## Ruch pasażerski[2]
| Rok  | Wymiana pasażerska na dobę | Miejsce w Polsce |
| ---- | -------------------------- | ---------------- |
| 2017 | 1000-1500                  | bd.              |
| 2018 | 1000-1500                  | bd.              |
| 2019 | 1300                       | 275.             |
| 2020 | 700-999                    | 245.             |
| 2021 | 700-999                    | 293.             |
| 2022 | 1300                       | 280.             |
| 2023 | 1300                       | 286.             |
| 2024 | 1500                       | 275.             |

## Historia
W latach 1847–1849 przy kolei Żelaznej Warszawsko-Wiedeńskiej zbudowano stację kolejową III klasy, która obejmowała: budynek stacyjny z kasą biletową, poczekalnią i bufetem dla podróżnych, mieszkanie zawiadowcy stacji, nastawnię z warsztatem naprawczym, stację pomp z wieżą ciśnień, magazyny towarów oraz domy mieszkalne dla kolejarzy. W czasie II wojny światowej była to stacja graniczna między Rzeszą a Generalnym Gubernatorstwem. Po wojnie stacja funkcjonowała do 1956 roku. W latach 1985–1987 trwała budowa nowego budynku dworca. 18 lipca 1987 roku nastąpiło jego uroczyste otwarcie.
W latach 2013–2014 przeprowadzono modernizację budynku stacji. Dworzec został przystosowywany do współczesnych standardów obsługi podróżujących. Budynek zyskał nową elewację, zegar (średnica 2 metry), pojawiło się również nowe oświetlenie zewnętrzne. Remont wnętrze dworca skupił się przede wszystkim na poprawie oświetlenia, tablic informacyjnych, pojawiły się nowe ławki, które spełniają teraz funkcję poczekalni. Dworzec w Poraju wpisuje się także w nowoczesne sztandary pod względem obsługi osób niepełnosprawnych, dla których obniżono kasy biletowe, zlikwidowano niepotrzebne bariery architektoniczne oraz wybudowano podjazdy dla pasażerów poruszających się na wózkach inwalidzkich. W posadzce umieszczono ścieżki dla osób niewidomych. W terenach brzy dworcu powstało kilka nowych miejsc parkingowych, stojaki na rowery jak również uporządkowano tereny zielone.

## Galeria

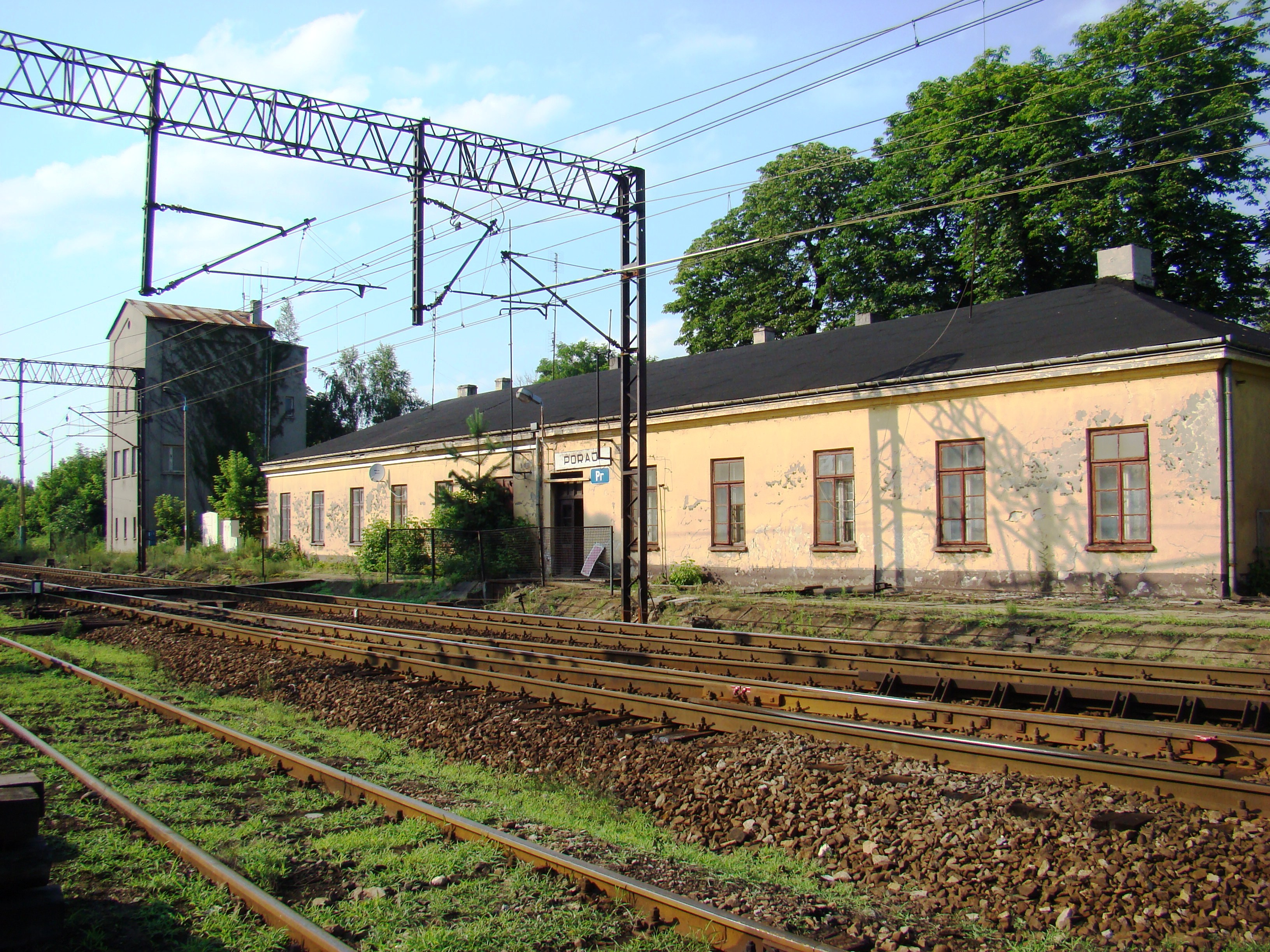
Dawny dworzec kolei warszawsko-wiedeńskiej
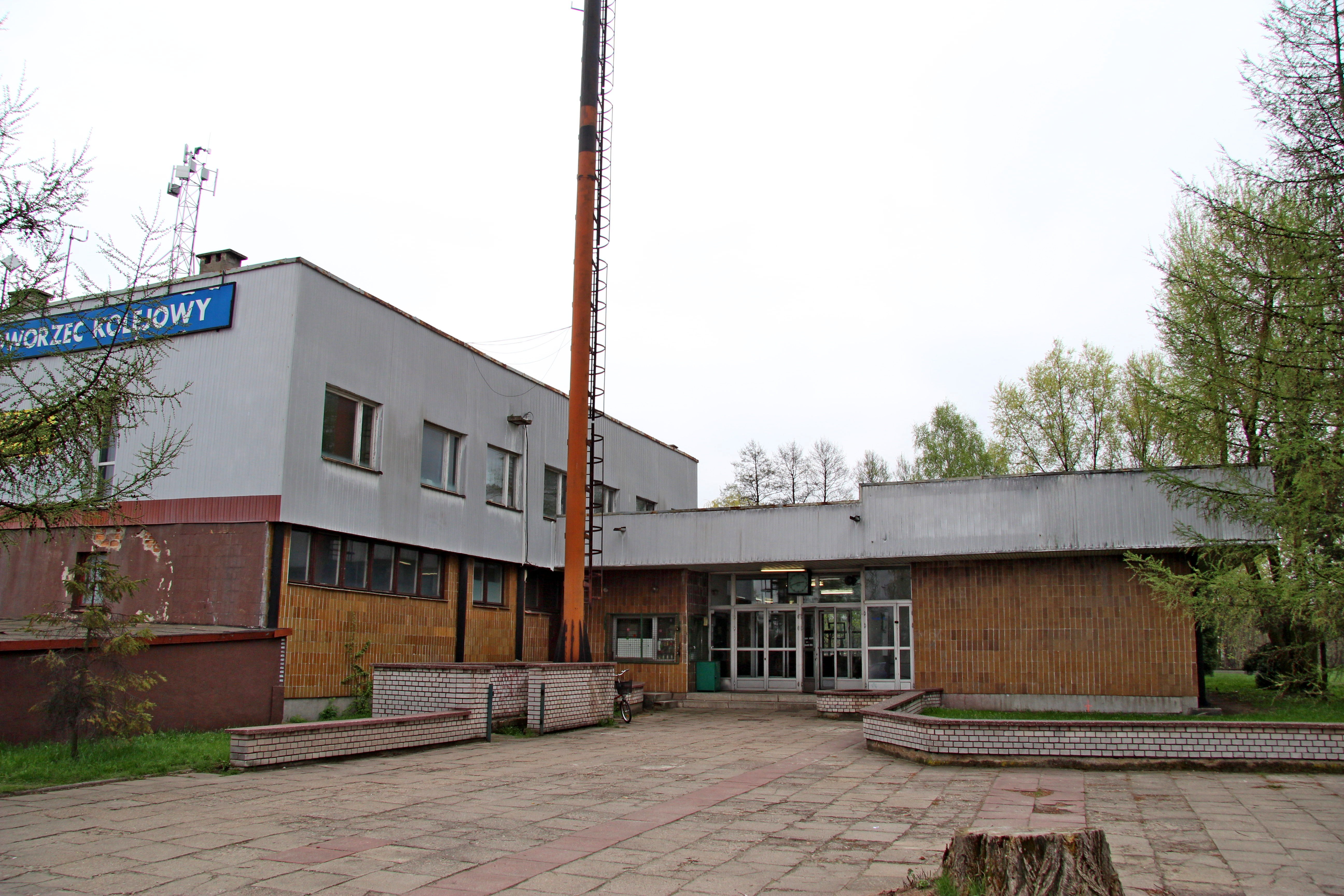
Budynek dworca przed modernizacją
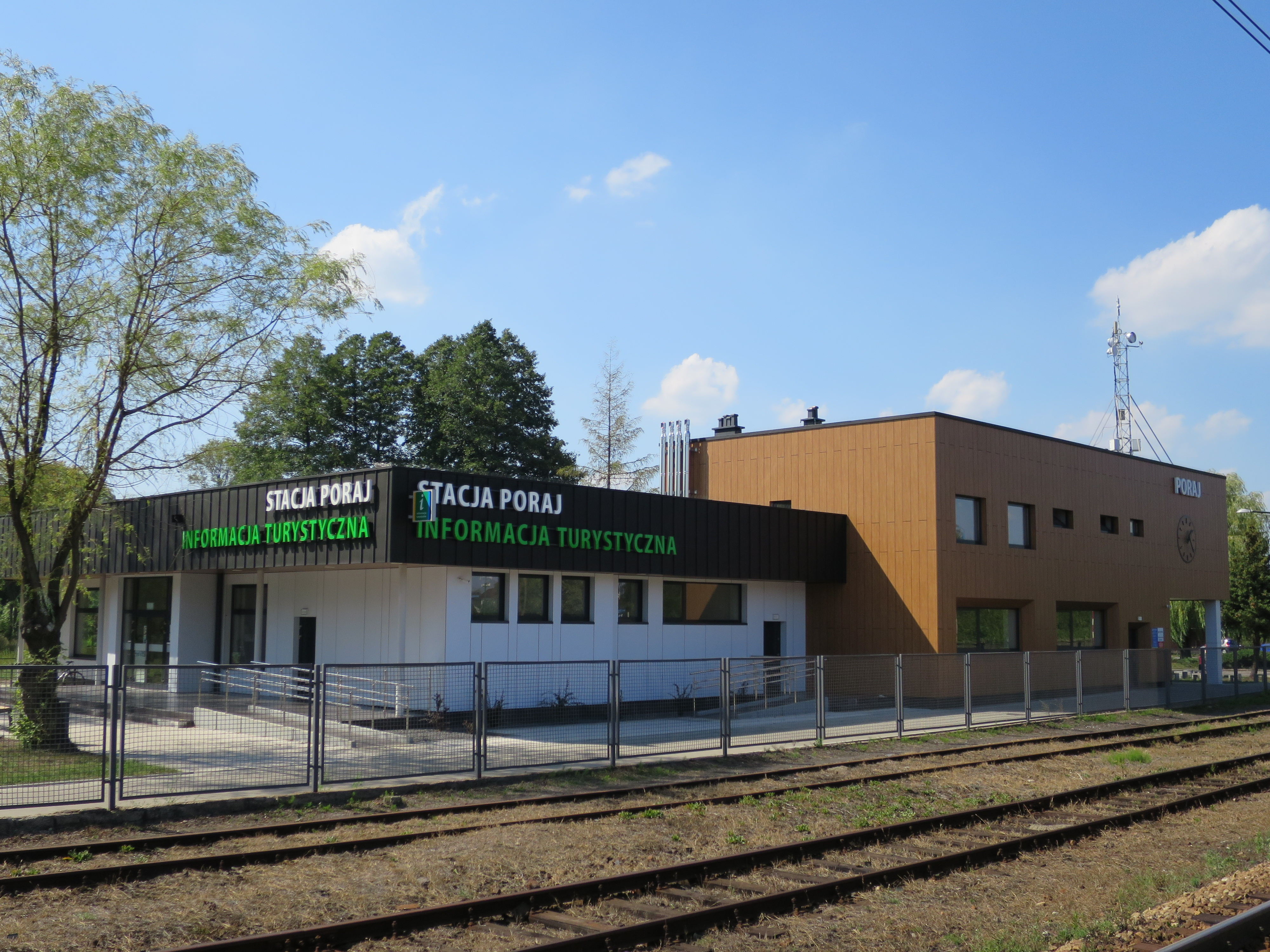
Dworzec kolejowy
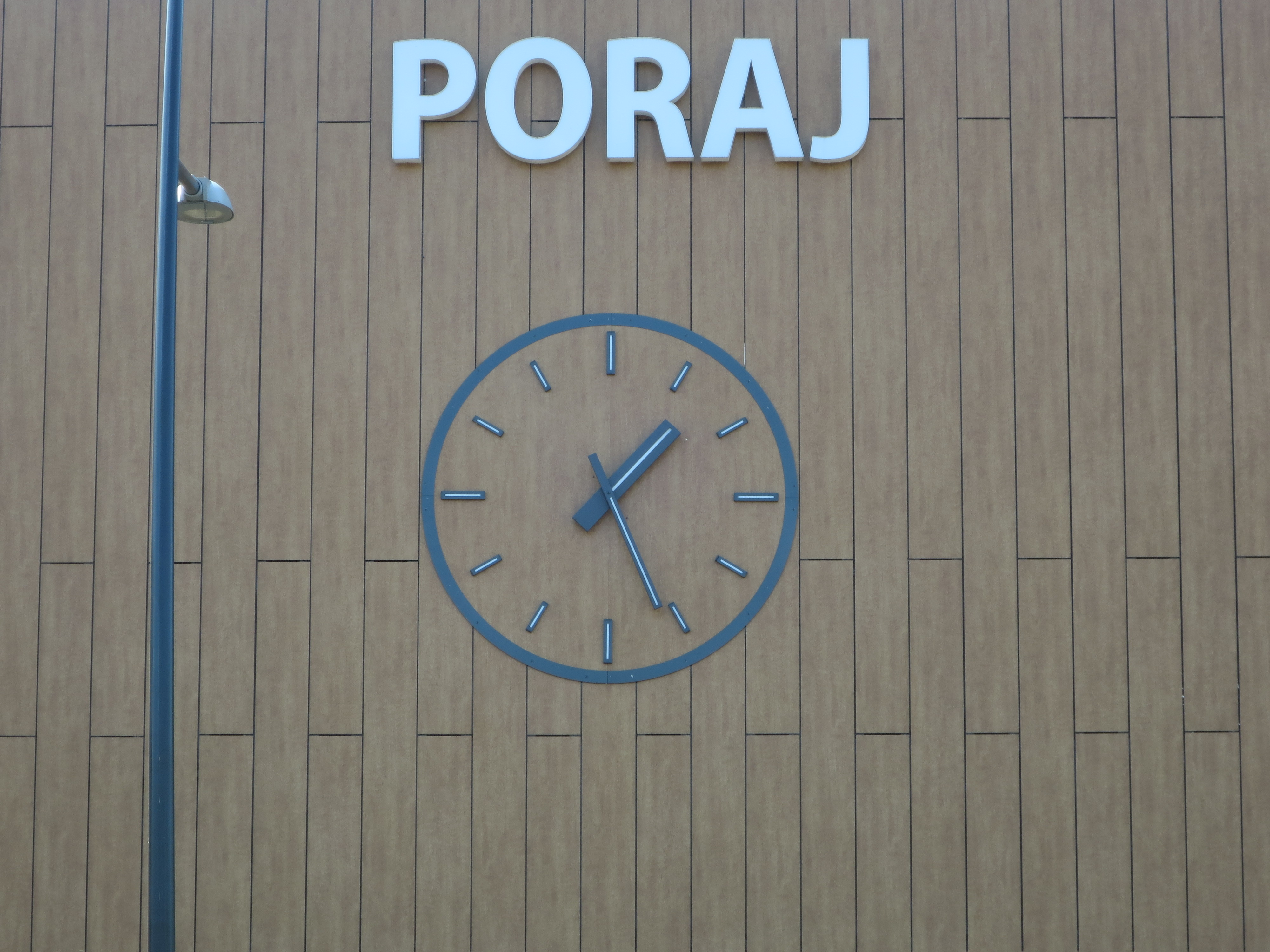
Zegar dworcowy o średnicy 2 m
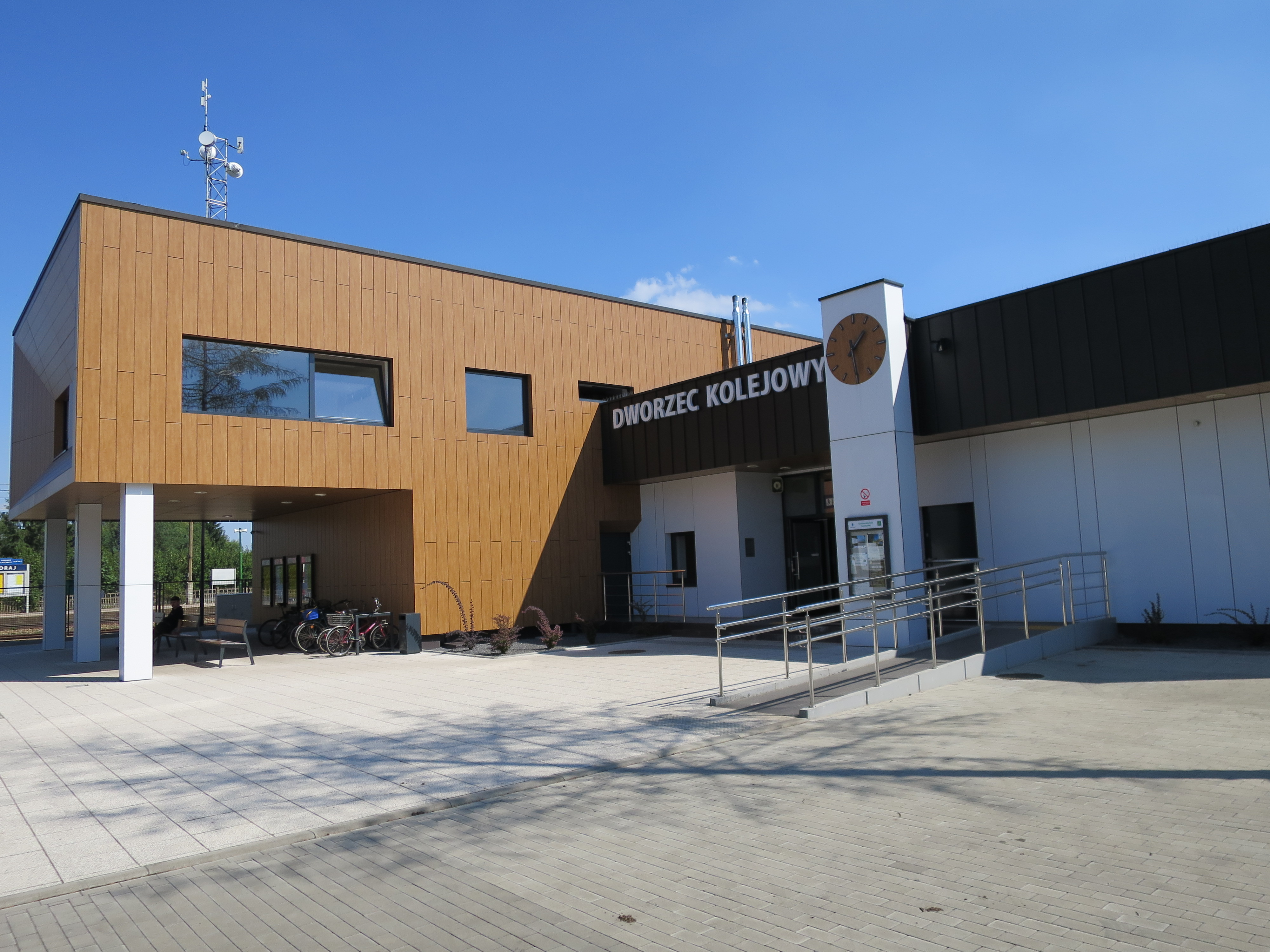
Wejście i parking rowerowy